# Сабуров, Георгий Павлович
Георгий Павлович Сабуров (19 февраля 1924 — 6 марта 1945) — советский артиллерист, участник Великой Отечественной войны, Герой Советского Союза (посмертно).

## Биография
Родился 19 февраля 1924 года в посёлке Раздолье ныне Свердловской области в крестьянской семье. Окончил семилетнюю школу и школу ФЗО. В декабре 1943 года призван в Красную Армию.
В действующей армии с ноября 1944 года. На фронте был наводчиком 45-миллиметрового орудия 1-го батальона 26-й гвардейской механизированной Севской Краснознамённой бригады. Сражался на 1-м Украинском фронте. Участвовал в Висло-Одерской и Верхне-Силезской операциях, в том числе в освобождении польских городов Краков, Сосновец, Катовице и окружении фашистской группировки в городе Бреслау (ныне Вроцлав).
В феврале 1945 года советские войска форсировали реку Одер и закрепились на плацдарме, а в начале марта вели бои по окружению фашистских войск в районе города Бреслау. Немцы в течение нескольких дней подряд пытались вырваться из окружения, но все их попытки оказались безуспешными. 6 марта 1945 года на узком участке фронта в районе населённого пункта Гросс-Петервитц (ныне Pietrowice Wielkie, Рацибужский повят, Силезское воеводство, Польша) немецкая сторона бросила против одной из советских мотострелковых рот батальон пехоты и до 20 танков и самоходок. В боевых порядках этой роты как раз и находилось орудие, наводчиком которого был Георгий Сабуров.
При отражении контратаки он уничтожил 4 вражеских танка. С последней гранатой бросился под гусеницы пятого танка, не допустив прорыва противника из окружённого Бреслау.
Звание Героя Советского Союза Георгию Павловичу Сабурову присвоено посмертно 27 июня 1945 года. Награждён орденом Ленина.
Навечно зачислен в списки воинской части. Именем Георгия Сабурова названы улицы в городе Верхняя Салда, посёлке Раздолье и в селе Туринская Слобода.